# San Cebrián de Mazote
San Cebrián de Mazote ist ein Ort und eine spanische Gemeinde (municipio) mit 103 Einwohnern (Stand: 2024) im Zentrum der Provinz Valladolid in der Autonomen Region Kastilien-León. 

## Lage und Klima
Die ca. 760 m hoch gelegene Gemeinde San Cebrián de Mazote liegt in der Iberischen Meseta knapp 35 km (Fahrtstrecke) westnordwestlich von Valladolid. Das Klima im Winter ist kalt, im Sommer dagegen warm bis heiß; der spärliche Regen (ca. 493 mm/Jahr) fällt verteilt übers ganze Jahr.

## Bevölkerungsentwicklung
| Jahr      | 1970 | 1981 | 1991 | 2001 | 2011 | 2021 |
| Einwohner | 385  | 280  | 264  | 209  | 180  | 122  |

Der Bevölkerungsrückgang den 1950er Jahren ist im Wesentlichen auf die Mechanisierung der Landwirtschaft und die Aufgabe von bäuerlichen Kleinbetrieben zurückzuführen (Landflucht).

## Sehenswürdigkeiten
- Cyprianuskirche (Iglesia de San Cipriano)
- Marienkonvent (Convento de Santa María de las Dueñas)

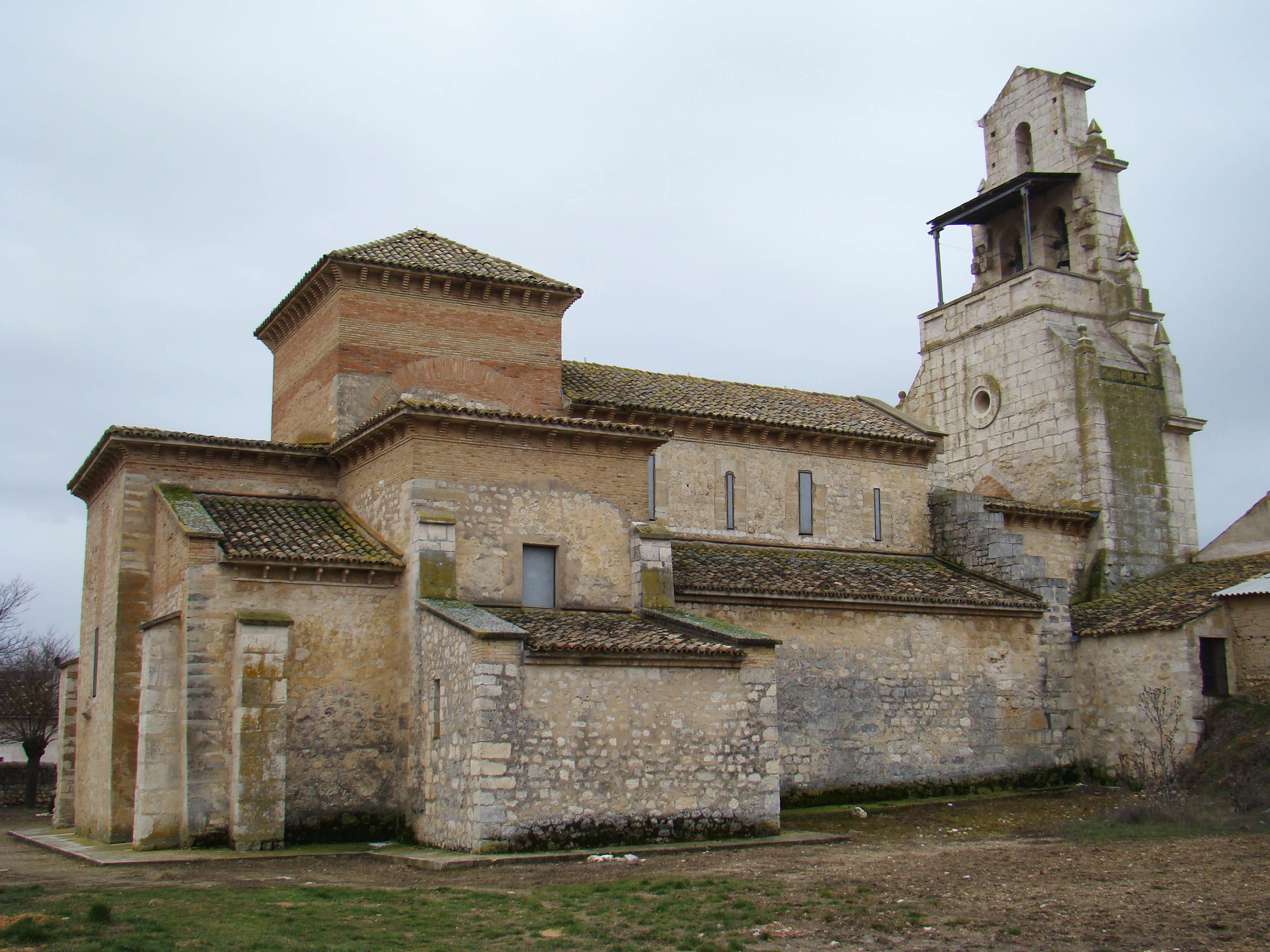
Cyprianuskirche
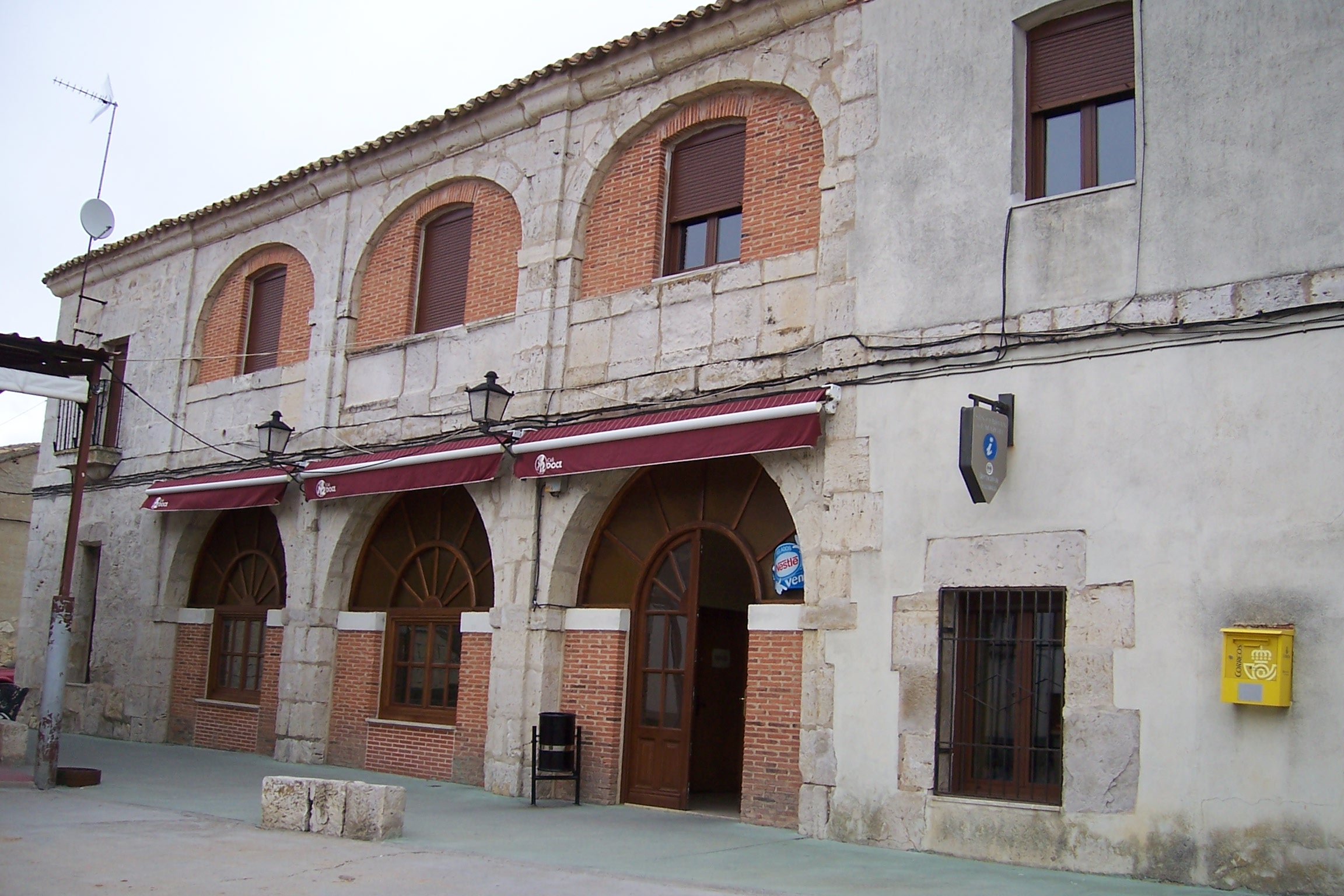
Rathaus